# Stanisław Gąsiorowski
Stanisław Jan Gąsiorowski (ur. 26 czerwca 1897 w Warszawie, zm. 13 września 1962 w Krakowie) – polski archeolog, historyk sztuki, profesor Uniwersytetu Jagiellońskiego, członek PAU.

## Życiorys
Był synem Stanisława (inżyniera) i Kazimiery z Jastrzębskich. Uczęszczał do szkół średnich w Warszawie i Krakowie, następnie studiował archeologię klasyczną i historię sztuki na UJ (1915–1920); brał udział w wojnie polsko-radzieckiej. Od 1922 pracował jako asystent w Katedrze Archeologii Klasycznej UJ, w 1925 obronił pracę doktorską (O kompozycji w malarstwie późnorzymskim), w 1927 habilitował się (praca Malarstwo minjaturowe grecko-rzymskie i jego tradycje w średniowieczu) i został docentem w tej samej katedrze. W 1930 otrzymał nominację na profesora nadzwyczajnego i kierownika Katedry Archeologii Klasycznej, w 1937 został profesorem zwyczajnym. W latach 20. i 30. odbywał podróże naukowe do Anglii, Francji, Austrii, Włoch, Grecji, Egiptu i Azji Mniejszej. W czasie II wojny światowej został aresztowany przez Niemców 6 listopada 1939 w ramach Sonderaktion Krakau i uwięziony, później zwolniony. 
Po wojnie kontynuował wykłady (do 1953) z archeologii klasycznej i pradziejowej, historii sztuki i filologii klasycznej na UJ, pełnił także funkcję opiekuna Zakładu Archeologii Polski UJ. Po zwolnieniu z obozu (luty 1940) powrócił do Krakowa; w roku 1942 objął kierownictwo Muzeum Czartoryskich (zgodnie z wolą przedstawicieli rodziny Czartoryskich). Muzeum kierował w latach 1942–1951. W 1951 został z tego stanowiska usunięty, a spreparowane zarzuty spowodowały wkrótce także usunięcie z Uniwersytetu (1953). Zatrudniony został wówczas w Instytucie Historii Kultury Materialnej PAN, następnie w Zakładzie Archeologii Śródziemnomorskiej PAN, w latach 1955-1962 kierował Zakładem Archeologii Azji Przedniej. W 1945 został członkiem korespondentem PAU, rok później członkiem czynnym akademii. Brał udział w pracach także innych organizacji i towarzystw, m.in. Niemieckiego Instytutu Archeologicznego w Berlinie (1936), Instytutu Badań Śródziemnomorskich w Atenach (1938), Towarzystwa Archeologicznego w Atenach (1938), Towarzystwa Numizmatycznego w Budapeszcie (1945), Związku Muzeów w Polsce (wiceprezes od 1946), Polskiego Towarzystwa Prehistorycznego (przewodniczący Oddziału Krakowskiego od 1947), Towarzystwa Archeologicznego we Wrocławiu (członek Zarządu od 1952). Został pochowany na cmentarzu Rakowickim w Krakowie.

## Dzieła
Specjalizował się w historii sztuki starożytności i wczesnego średniowiecza, zajmował się również metodologią archeologii śródziemnomorskiej. Ogłosił ponad 90 prac naukowych, m.in.:
- Rozwój historii sztuki (1923)
- Późnohellenistyczne i wczesnochrześcijańskie tkaniny egipskie w zbiorach polskich (1928)
- Ze studiów nad ornamentyką starożytną. Motyw wazy (1928)
- Metoda typologiczna w badaniach nad sztuką (1930-1931)
- Sztuka starożytna (1934, w: Historia sztuki)
- Kultura materialna, a sztuka wobec systematyki starożytnej kultury materialnej (1936-1938)
- Analiza i klasyfikacja faktów w procesie badawczym archeologii (1939)
- Teoria badania archeologicznego (1945)
- Cesarstwo rzymskie. Sztuka i kultura materialna (1962)

Na prośbę Stanisława Kota napisał dwa hasła rzymska kultura w Polsce oraz wędrówki ludów do Encyklopedii staropolskiej Brücknera wydanej w latach 1937-1939.